# Minor Threat
Minor Threat byla americká hudební skupina hrající hardcore punk z města Washington. Existovali v letech 1980-1983. Za svou krátkou existenci stihli nahrát dvě sedmipalcové desky a jedno LP. Zpěvákem Minor Threat byl Ian MacKaye, který zároveň stojí za labelem Dischord Records. Skupina je známá hlavně kvůli hnutí straight edge, které se tak jmenuje kvůli stejnojmenné písničce.